# Jürgen Pöschel
Jürgen Pöschel (Krefeld, 14 de fevereiro de 1956) é um matemático alemão, que trabalha com sistemas dinâmicos.

## Formação e carreira
Após estudar matemática e informática na Universidade de Bonn, foi de 1980 a 1984 assistente de Jürgen Moser no Instituto Federal de Tecnologia de Zurique, onde obteve um doutorado em 1982, com a tese Integrabilty of Hamiltonian Systems on Cantor Sets. De 1984 a 1994 esteve no Institut für Angewandte Mathematik da Universidade de Bonn, onde obteve a habilitação em 1990. Desde 1995 é diretor da Abteilung für Differentialgleichungen no Institut für Analysis, Dynamik und Modellierung (IADM) na Universidade de Stuttgart.
Foi palestrante convidado do Congresso Europeu de Matemática em Budapeste (1996: Nonlinear partial differential equations, Birkhoff normal forms and KAM theory).

## Publicações selecionadas
- com Eugene Trubowitz: Inverse Spectral Theory. Academic Press, Boston, 1987.
- Editor com Sergei Kuksin, Vladimir Lazutkin: Seminar on Dynamical Systems. St. Petersburg 1991, Birkhäuser, Basel, 1994.
- com Thomas Kappeler: KdV & KAM. Ergebnisse der Mathematik und ihrer Grenzgebiete. 3. Folge, Volume 45, Springer, Berlim, 2003.
- Etwas Analysis. Eine Einführung in die eindimensionale Analysis. Springer Spectrum, 2014.
- Etwas mehr Analysis. Eine Einführung in die mehrdimensionale Analysis. Springer Spectrum, 2014.
- Noch mehr Analysis. Lebesgueintegral – Lp-Räume – Fouriertheorie – Funktionentheorie. Springer Spectrum 2014.
- Über invariante Tori in differenzierbaren Hamiltonschen Systemen. (= Bonner Mathematische Schriften, Volume 120), 1980.
- A general infinite dimensional KAM-theorem. In: Simon, Truman, Davies (Eds.): IXth International Congress on Mathematical Physics 1988. Adam Hilger, Bristol, New York 1989, 462–465.